# Värsting Hits
Värsting Hits er det elvte studiealbum af den svenske musiker og sangskriver Eddie Meduza. Albummet blev udgivet i 1998 og de fleste af sangene er nye optagelser af sange fra tidligere plader og kassetter. Så er der to nye sange på engelsk da heder "Still Walkin' The Line" og "If You Really Wanna Know", en sang på tysk "Bomparock Aus Österreich" og en ny sang på svensk der heder "Skinnet".

## Spor
1. "Skinnet" - 02:59
2. "Såssialdemokraterna" (Fra 1979-singlen) - 02:18
3. "EPA-Traktorn" (Fra kassetten Börje Lundins Kräftkalas) - 03:41
4. "Still Walkin' The Line" - 03:39
5. "Norwegian Boogie" (Fra singlen Såssialdemokraterna) - 02:37
6. "Saxofonen" (Ny optagelse af "Den Flängde Saxofonisten" fra kassetten E. Hitler & Luftwaffe Nr. 3 Del 1) - 03:43
7. "Glasögonorm" (Fra Gasen I Botten) - 02:57
8. "Hakan" (Fra Garagetaper) - 02:08
9. "Fånga Kräftor" (Ny optagelse af "Fånga Kräftor Å Lägga I En Balja" fra Garagetaper) - 03:06
10. "Punkjävlar" (Fra 1978-singlen) - 03:45
11. "Bomparock Aus Österreich" - 03:10
12. "If You Really Wanna Know" - 03:18
13. "Mera Brännvin" (Fra Gasen I Botten) - 02:59
14. "Termosen" (Ny optagelse af "Va' Den Grön Så Får Du En Ny" fra Garagetaper) - 03:51
15. "Gasen I Botten" (Fra 1981-singlen) - 03:13

## Medvirkende
- Eddie Meduza - Sang, guitar, bas, klaviatur og kor
- Bosse "Sven Lundin" Larsson - Guitar og kor
- Martin Hedström - Guitar
- Anders Lundqvist - Trommer
- Bengan Andersson - Trommer
- Marco Grönholm - Trommer
- Peter Samuelsson - Bas
- Henrik Lundberg - Bas
- Patrik Tibell - Klaviatur, kor, arrangemnt